# شينغولا
شينغولا مدينة تقع في زامبيا، بتعداد سكاني يقدر ب 157.340 نسمة (حسب تعداد 2008). تشتهر بوجود ثاني أكبر منجم مفتوح للنحاس في العالم.

## التاريخ
تعتبر مدينة شينغولا مدينة حديثة بالمقارنة مع المدن الأخرى حيث يعود تاريخ إنشائها إلى عام 1943م.

## مناجم شينغولا
- مناجم نشانكَا تقع على بعد 11 كم شمالا وغربا من مدينة شينغولا ، وتغطي هذه المناجم ما مساحته 30 كم2، بينما أبعد عمق للمنجم فهو 400 متر.
- المناجم البارزة تقع على بعد 7 كم جنوب المدينة ويغطي هذا المنجم ما مساحته 24 كم2.

## أعلام
- ستوبيلا سونزو
- إيليا تانا
- فيليكس سونزو
- توستر نساباتا
- أندريه موتامبو سينكالا